# Kimia Hosseini
Kimia Hosseini, pers. کیمیا حسینی (ur. 29 lipca 2003 w Teheranie) – irańska aktorka filmowa. Znana głównie z roli córki głównych bohaterów filmu Rozstanie (2011) w reżyserii Asghara Farhadiego, za którą zdobyła zbiorowego Srebrnego Niedźwiedzia dla najlepszej aktorki na 61. MFF w Berlinie.